# بازار کالا

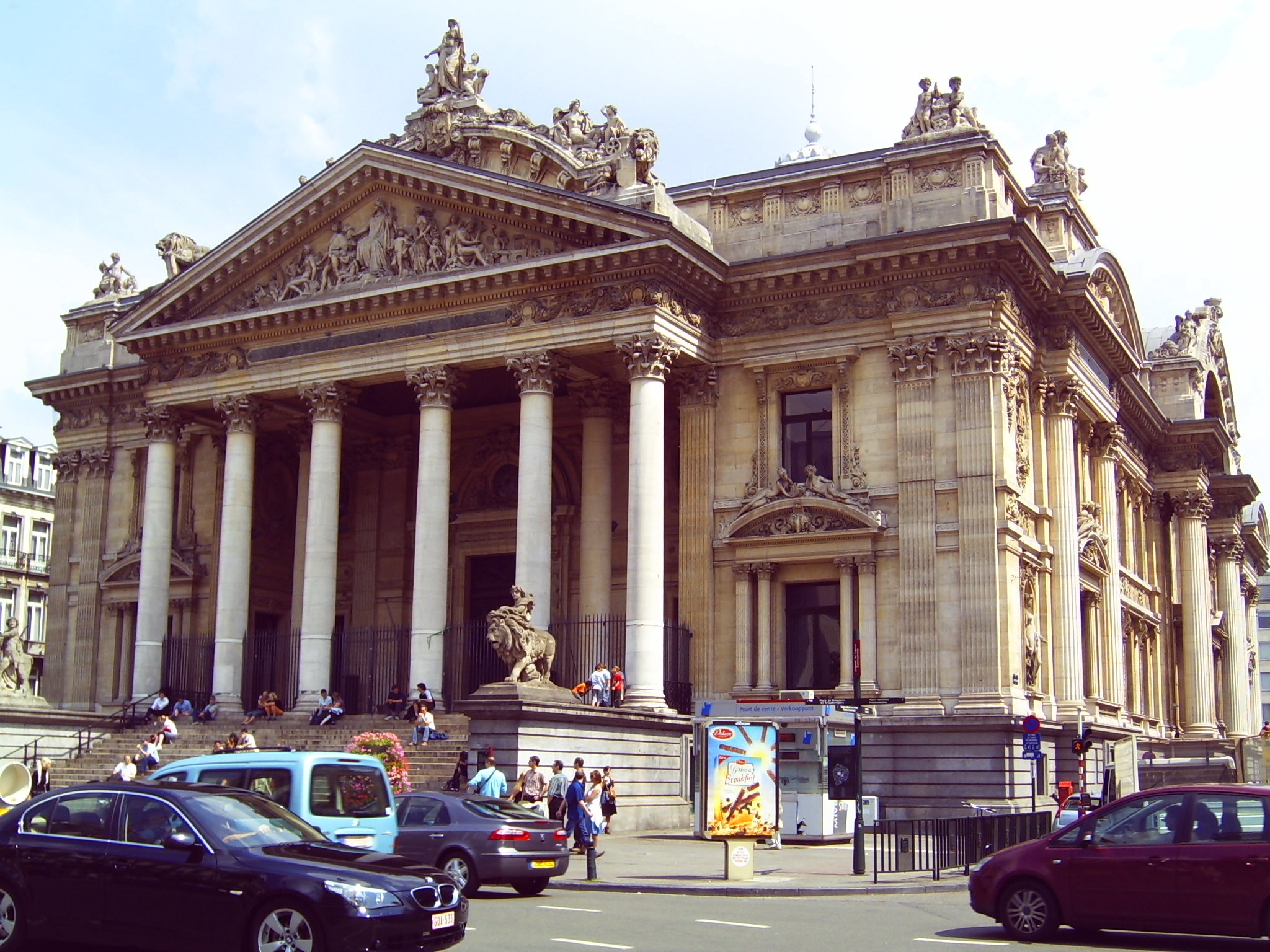
بازار کالایی در بروکسل بلژیک

بازار کالا (به انگلیسی: Commodity Market) یک بازار سازمان یافته‌است، که کالاهای مختلف مانند گندم، ذرت، شکر، قهوه، غلات و همچنین فلزات با ارزش در آن معامله می‌شوند. قسمت عمده معاملات در این بورس به منظور خرید، فروش و تحویل در آینده صورت می‌گیرد. از جمله این بازارها می‌توان به بورس کالای شیکاگو، بورس نفت ایران، بورس فلزات لندن و ان‌وای‌اس‌ای یورونکست اشاره نمود.
بازار کالا شامل بورس‌هایی است، که قیمت تبادلات کالاها به صورت جهانی یا منطقه‌ای بر اساس عرضه و تقاضا ارزش گذاری می‌شود.

## کامودیتی‌ها به عنوان یک محافظ در برابر تورم
قیمت کامودیتی‌ها معمولاً با افزایش سرعت تورم افزایش می‌یابد. به همین دلیل است که سرمایه گذاران برای مصونیت در زمان افزایش تورم. به ویژه تورم غیرمنتظره، اغلب به سمت آنها می‌روند. با افزایش تقاضا برای کالاها و خدمات، قیمت کالاها و خدمات افزایش می‌یابد. و کامودیتی‌ها کالاهایی هستند که برای تولید آن کالاها و خدمات استفاده می‌شود. از آنجا که قیمت کامودیتی‌ها غالباً با تورم افزایش می‌یابد، این نوع دارایی اغلب می‌تواند به عنوان یک ضامن در برابر کاهش قدرت خرید ارز باشد.